# 熊果素
熊果素（Arbutin，C12H16O7），亦作熊果苷，是一種由杜鵑花科植物熊果葉中萃取出的成份，在梨、小麥等植物中也有發現，因為能抑制酪氨酸酶（tyrosinase）的活性，進而阻礙黑色素的形成，對美白頗具功效，因而被用於化粧及保養品中。熊果素也有利尿與尿路殺菌的功用，所以也被用於尿路消毒藥中。
熊果素有α和β兩型，α型對酪氨酸酶活性的抑制力比β型強約10倍。雖然熊果素具有美白功效，但用量不當反而可能促進黑色素的生成。
中華民國衛生署於2001年6月5日公告美白用的熊果素添加限量為7%。